# AC Allianssi
AC Vantaan Allianssi (AC Allianssi) – fiński klub piłkarski z siedzibą w mieście Vantaa, działający w latach 1980–2006. 

## Historia
Klub FC Norssi został założony w 1980 i przemianowany na Atlantis FC z siedzibą w Helsinkach w 1995 roku po fuzji z Johanneksen Dynamo. W sezonie 1997 zespół awansował do drugiej ligi w Finlandii, Ykkönen. Trzy lata później awansowali do najwyższej ligi, Veikkausliiga. W 2001 roku Atlantis zdobył Puchar Finlandii, pokonując w finale Tampere United 1:0. Atlantis FC zbankrutował po tym sezonie i został zdegradowany do fińskiej trzeciej ligi. Nowo powstałe AC Allianssi przejęło miejsce Atlantisu w Veikkausliiga. 
AC Allianssi dotarło do finału pucharu w 2003, w którym przegrało z HJK Helsinki 1:2 po dogrywce. Klub dwukrotnie zdobył Puchar Ligi Fińskiej, w 2004 i 2005. Allianssi osiągnęło najlepsze miejsce w lidze w 2004 zajmując drugie miejsce, przegrywając tylko z FC Haka.
Na arenie międzynarodowej klub dotarł do trzeciej rundy Pucharu Intertoto 2003, gdzie został wyeliminowany przez Perugię. Drużyna dwukrotnie występowała również w kwalifikacjach do Pucharu UEFA.
Latem 2005 klub przejął chiński biznesmen Ye Zheyun. W tym samym roku AC Allianssi zostało oskarżone o ustawienie wyniku meczu ligowego z FC Haka, który przegrali 0:8. Sprawa została umorzona z powodu braku wystarczających dowodów. W następnym roku menedżer klubu, Belg Olivier Suray, potwierdził, że mecz ten został przez klub ustawiony. 
W dniu 11 kwietnia 2006 AC Allianssi ogłosił upadłość, a następnie został zdegradowany z Veikkausliiga. W tym samym roku w Vantaa powstał nowy klub piłkarski Allianssi Vantaa, który nie jest uważany za oficjalnego następcę AC Allianssi.

## Sezony ligowe
| Sezon | Liga   | Liga    | Liga | Liga | Liga | Liga | Liga | Liga | Liga | Puchar Finlandii | Puchar Ligi Fińskiej | Najlepszy strzelec | Najlepszy strzelec | Trener                         |
| Sezon | Poziom | Pozycja | M    | Z    | R    | P    | G+   | G-   | Pkt. | Puchar Finlandii | Puchar Ligi Fińskiej | Nazwisko           | Liga               | Trener                         |
| ----- | ------ | ------- | ---- | ---- | ---- | ---- | ---- | ---- | ---- | ---------------- | -------------------- | ------------------ | ------------------ | ------------------------------ |
| 2002  | 1      | 4.      | 29   | 12   | 5    | 12   | 39   | 44   | 41   | Półfinał         | -                    | Petteri Kaijasilta | 13                 | Ari Tiittanen                  |
| 2003  | 1      | 6.      | 26   | 10   | 6    | 10   | 43   | 44   | 36   | Finał            | -                    |                    |                    | Ari Tiittanen                  |
| 2004  | 1      | 2.      | 26   | 14   | 6    | 6    | 36   | 28   | 48   | Ćwierćfinał      | Zwycięstwo           |                    |                    | Ari Tiittanen                  |
| 2005  | 1      | 7.      | 26   | 8    | 10   | 8    | 33   | 41   | 34   |                  | Zwycięstwo           |                    |                    | Ari Tiittanen / Thierry Pister |

## Europejskie puchary
Legenda do wszystkich tabel:
- Q – runda eliminacyjna, 1/16, 1/8, 1/4, 1/2 – odpowiednia faza rozgrywek, Grupa – runda grupowa, 1r gr – pierwsza runda grupowa, 2r gr – druga runda grupowa, F – finał, R – runda, PO – play-off
- k. – rzuty karne, los. – losowanie, Dogr. – dogrywka, w. – zasada bramek strzelonych na wyjeździe

| Sezon   | Rozgrywki        | Runda | Klub          | Dom | Wyjazd | Ogólnie |
| ------- | ---------------- | ----- | ------------- | --- | ------ | ------- |
| 2003    | Puchar Intertoto | 1R    | Hibernians FC | 1–0 | 1–1    | 2–1     |
| 2003    | Puchar Intertoto | 2R    | Akratitos     | 0–0 | 1–0    | 1–0     |
| 2003    | Puchar Intertoto | 3R    | AC Perugia    | 0–2 | 0–2    | 0–4     |
| 2004/05 | Puchar UEFA      | 1Q    | Glentoran     | 1–2 | 2–2    | 3–4     |
| 2005/06 | Puchar UEFA      | 1Q    | CS Pétange    | 3–0 | 1–1    | 4–1     |
| 2005/06 | Puchar UEFA      | 2Q    | Brann         | 0–2 | 0–0    | 0–2     |

## Osiągnięcia
- Puchar Ligi Fińskiej (2): 2004, 2005
- Puchar Finlandii (1): 2003 (finał)

## Znani piłkarze
- Henri Sillanpää
- Olivier Suray